# Hachan
Hachan là một xã thuộc tỉnh Hautes-Pyrénées trong vùng Occitanie tây nam nước Pháp. Xã này nằm ở khu vực có độ cao trung bình 267 mét trên mực nước biển.
Sông Petite Baïse tạo thành một phần ranh giới phía đông thị trấn.